# Letterset
Der Letterset ist ein Hochdruckverfahren.
Bei diesem Verfahren stehen die druckenden Teile erhaben in der Druckform. Allerdings erfolgt der Druck vom Druckstock auf einen Gummituchzylinder, bevor auf den Bedruckstoff übergeben wird. Aus diesem Grund wird diese Art des Druckens auch indirekter Hochdruck genannt. Die Bezeichnung setzt sich aus Letterpress (engl. Buchdruck) und Offset (Umdruck über Gummizylinder) zusammen.
Im Letterset sind seitenrichtige Formen bzw. eine dünne Wickelplatte, oft eine Fotopolymerplatte, erforderlich. Diese Klischees müssen in Bezug auf die Plattenstärke maßgenau hergestellt sein, da eine Zurichtung, wie im Buchdruck üblich, durch den Gummituchzylinder nicht mehr nötig ist. Die Druckfarben sind hochkonzentriert und haben eine hohe Viskosität.
Die Anwendungsbereiche des Lettersets finden sich im Bedrucken von Verpackungsmaterial auch für größere Formate, von Formularen und Wertpapieren, aber besonders im Formkörperbereich (Becher, Tuben, Dosen) und beim Bedrucken von CDs und DVDs. Ein Nachteil besteht darin, dass feinere Raster über 60 Linien/cm schlecht wiedergegeben werden können. Im Dokumentdruck ist es bedingt von Vorteil, dass aufgrund der Abwesenheit der Feuchtung „ausblutende“ Farbstoffe in der Druckfarbe eingesetzt werden können.
Fälschlicherweise wird dieses Verfahren oft als Trockenoffset bezeichnet. Dies ist damit zu erklären, dass der Druck über den Gummituchzylinder erfolgt und auch in einer dafür vorgesehenen Offsetdruckmaschine mit abgeschalteter Feuchtung erfolgen kann.